# Spinus magellanicus
Spinus magellanicus е вид птица от семейство Чинкови (Fringillidae).

## Разпространение и местообитание
Видът е разпространен в Южна Америка. Среща се в гори, савани, храсталаци, земеделски земи, паркове и градини на надморска височина до 5000 метра. В източната част на Южна Америка се среща от централна Аржентина на север до централна Бразилия. В района на Андите се среща от северозападна Аржентина и северно Чили на север до централна Колумбия. Има изолирано население в югоизточната част на Венецуела, Гвиана и бразилския щат Рорайма.